# Satyrium odorum
Satyrium odorum är en orkidéart som beskrevs av Otto Wilhelm Sonder. Satyrium odorum ingår i släktet Satyrium och familjen orkidéer. Inga underarter finns listade i Catalogue of Life.

## Bildgalleri

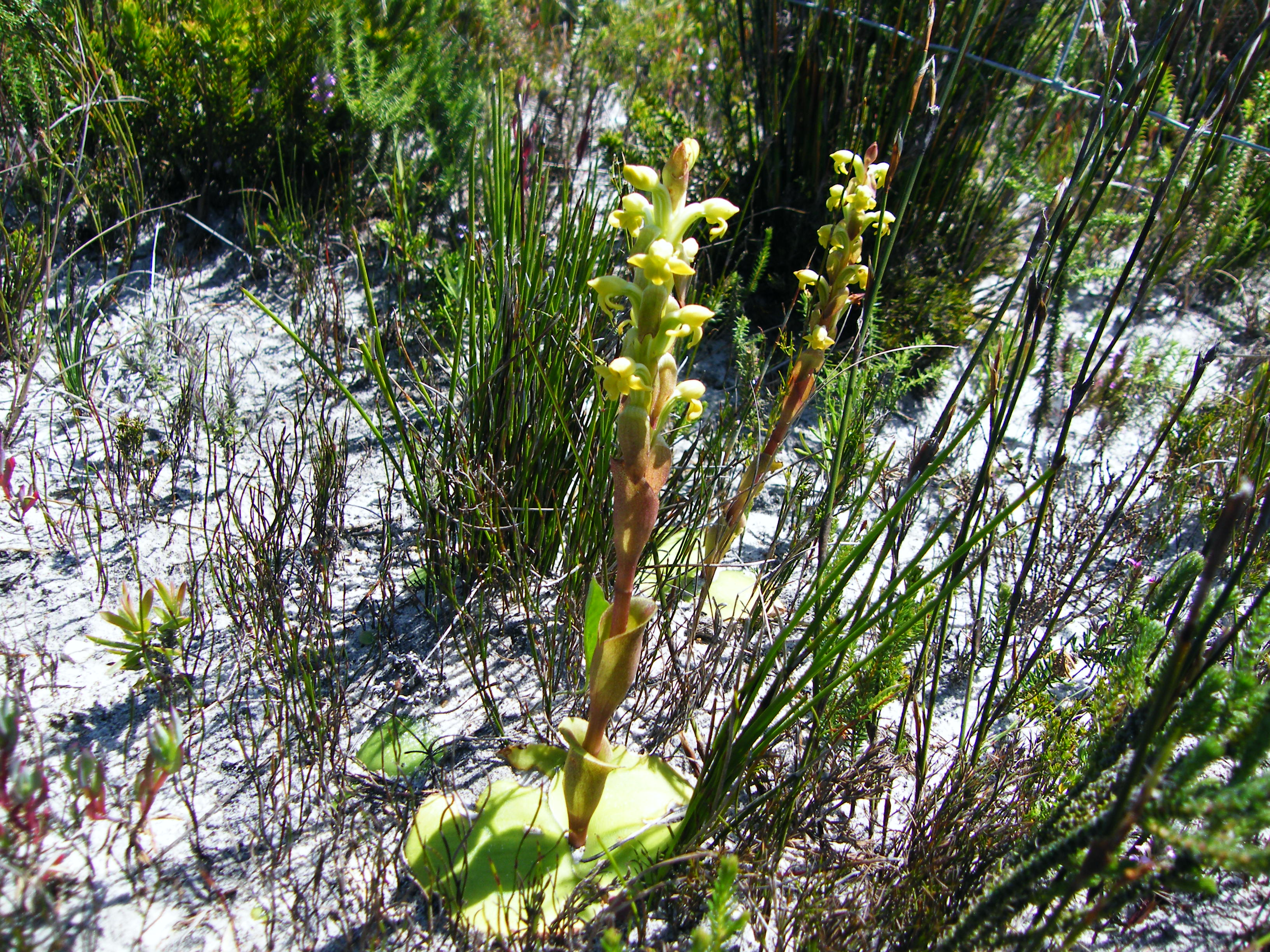
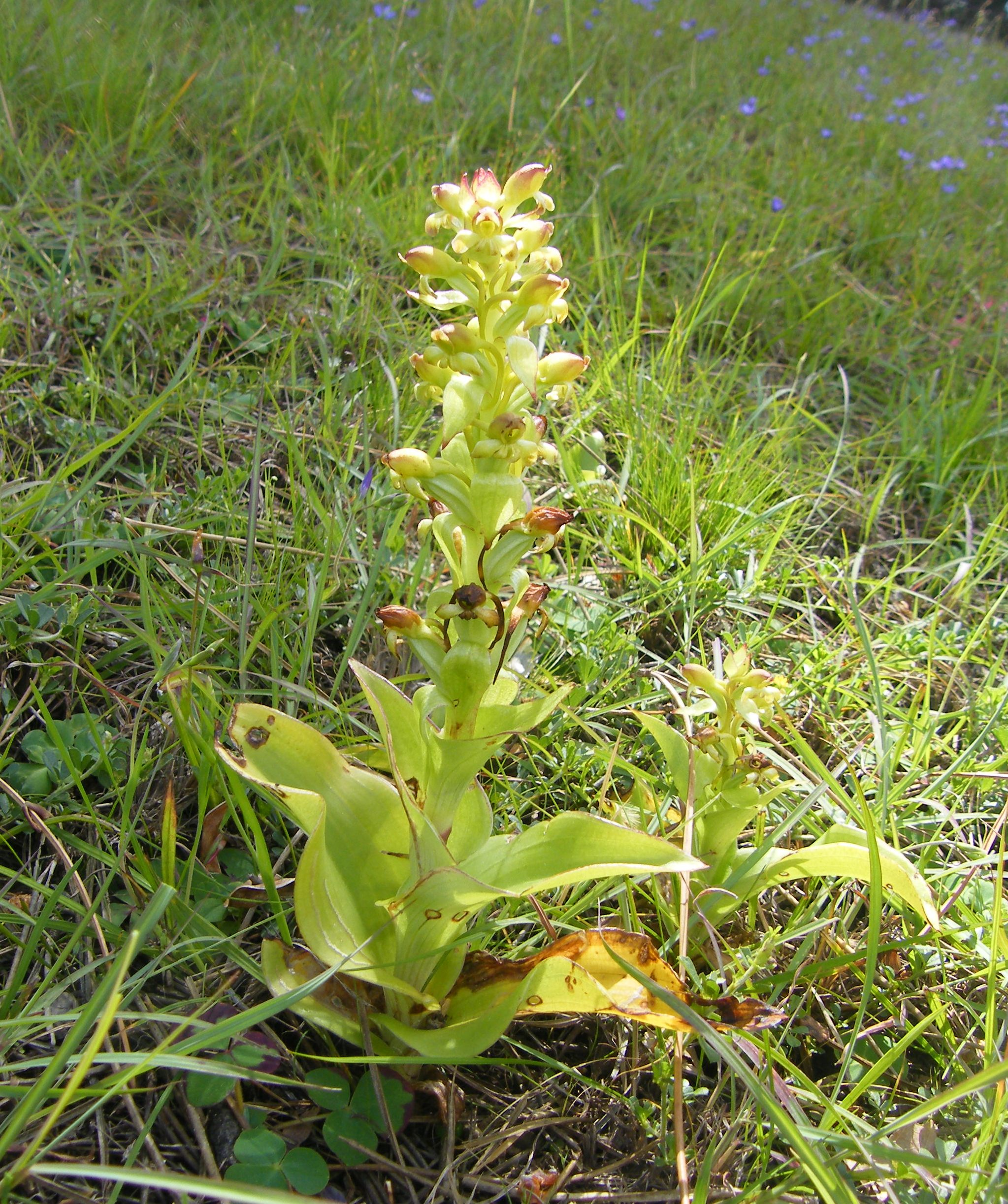
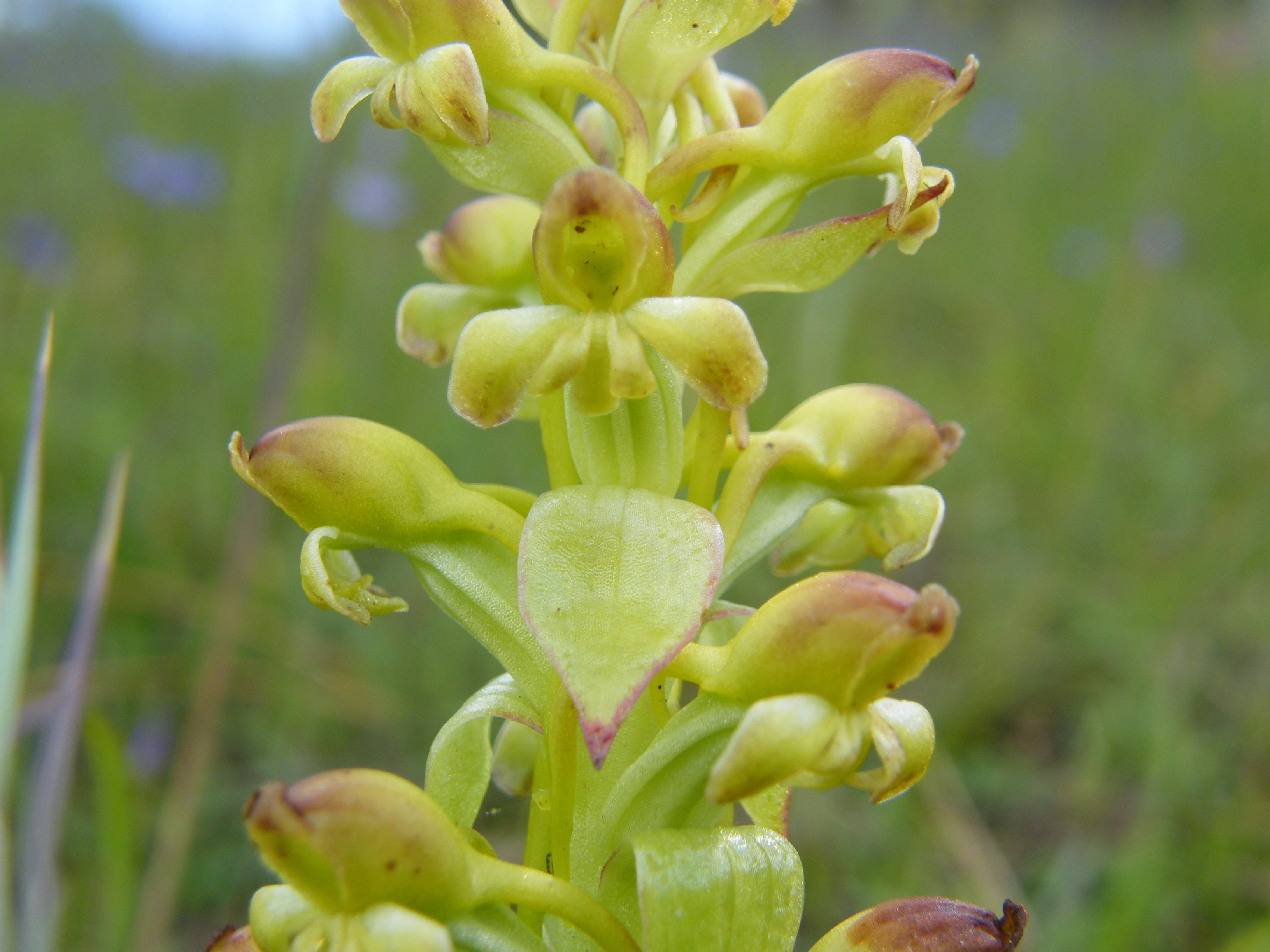
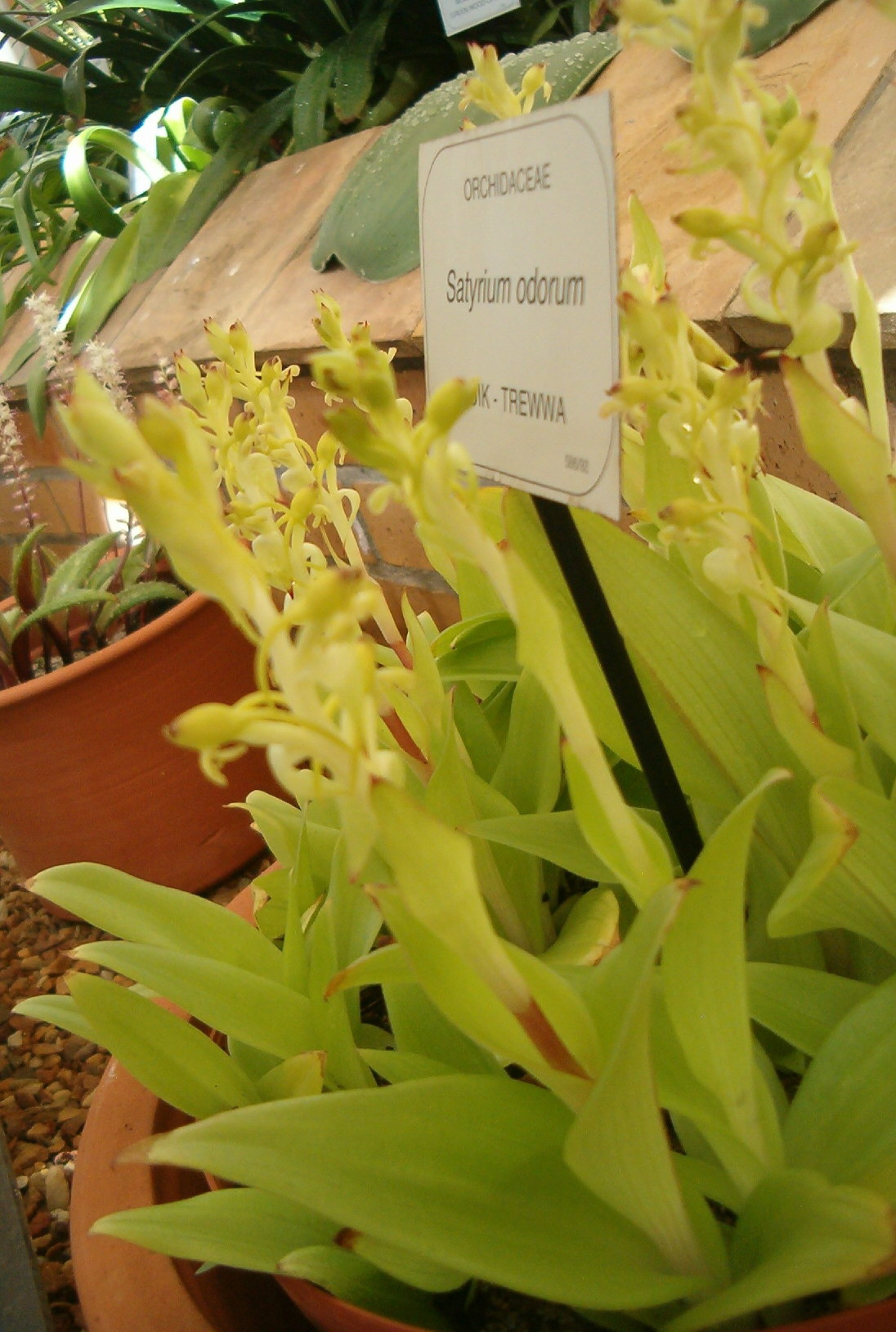